# Jermell Charlo
Jermell Charlo est un boxeur américain né le 19 mai 1990 à Richmond, Texas.

## Carrière
Passé professionnel en 2007, il devient champion des États-Unis des poids super-welters en 2013 puis remporte le titre vacant de champion du monde WBC de la catégorie le 21 mai 2016 en battant par KO au 8e round John Jackson. Lui et son frère jumeau, Jermall Charlo, sont alors tous les deux champions du monde de boxe en même moment puisque ce dernier détient la ceinture IBF des super-welters. Jermell conserve son titre le 22 avril 2017 après sa victoire par KO au 6e round contre Charles Hatley puis le 14 octobre 2017 par KO dès le premier round face à Erickson Lubin. Il poursuit sa série de victoires le 9 juin 2018 en dominant aux points Austin Trout avant d'enregistrer sa première défaite, titre en jeu, contre son compatriote Tony Harrison le 22 décembre 2018.
Charlo remporte le combat revanche face à Harrison le 21 décembre 2019 par KO au 11e round puis bat le 26 septembre 2020 par KO au 8e round Jeison Rosario (20-2-1, 15 KO), champion IBF et WBA de la catégorie. Il conserve à nouveau ses ceintures le 17 juillet 2021 en faisant match nul contre Brian Castaño, champion WBO de la catégorie, puis devient champion unifié le 14 mai 2022 en remportant le combat revanche par arrêt de l'arbitre au 10e round.
Le 30 septembre 2023, le boxeur américain affronte Canelo Álvarez, champion unifié des poids super-moyens, mais s'incline aux points à l'unanimité des juges. Il laisse par la suite ses ceintures des poids super-welters vacantes.